# 布鲁克林级轻巡洋舰
 布鲁克林级轻巡洋舰（英語：Brooklyn class）是美國海軍在二战时建造的一级轻巡洋舰。它装备5座三联装（舰首3座，舰尾2座）152mm（6英寸）主炮塔，是美国轻巡洋舰中火力最为强大的。该级舰共建造9艘，其中只有“海伦娜”号（USS Helena，CL-50）在库拉湾海战中沉没，其他均存活至战后，并有6艘被出售给南美各国海军。在中阿根廷的贝尔格拉诺将军号巡洋舰（ARA General Belgrano，原USS Phoenix，CL-46）被英国潜艇击沉。
布鲁克林级对美国后续巡洋舰有很大影响，在它以后的所有美国巡洋舰都或多或少以它为蓝本进行设计。

## 歷史
當紐奧良級重巡洋艦完成就役後，美國海軍的重巡洋艦排水量額度也所剩無幾了。儘管美國海軍一如日本海軍一樣對此不滿，但也不得不屈就，因此要求設計性能可以和重巡洋艦匹敵的輕巡洋艦。剛好此時日本海軍的最上級重巡洋艦出現，其遠超過舊有的輕巡洋艦的性能立刻就成了英美海軍的標竿，本級和英國的城级轻巡洋舰同樣是對最上級的回應。

## 武裝和性能
本艦的主砲是5座三聯裝Mk 16 6吋47倍徑砲，在47.5度仰角時射程可達 23,881m，每分鐘可發射8-10發，合計每分鐘可發射120-150發砲彈，火力甚至超越前級重巡洋艦。
副砲為8門單裝5吋25倍徑高射砲，此級的後兩艦聖路易斯號和海倫娜號改為雙聯裝5吋38倍徑艦炮，但之前的因艦上空間不足，直到最後都沒改裝。
此級艦一改先前重巡洋艦將航空設施置於船中央的設計，將它們移動到船尾，這樣可以減少航空燃油起火導致嚴重損壞的機會，後來的巡洋艦都改用此設計，包含克利夫蘭級輕巡洋艦以及威奇塔级重巡洋舰都很明顯的由此級衍生出來。

## 同级舰
| 舰名                            | 舷号  | 舷号               | 下水           | 服役                       | 除役或沉沒                                                                  |
| ------------------------------- | ----- | ------------------ | -------------- | -------------------------- | --------------------------------------------------------------------------- |
| 布鲁克林号                      | CL-40 | 布鲁克林造船厂     | 1936年11月30日 | 1937年9月30日              | 1947年1月3日除役後轉讓給智利海軍 1992年拆解                                 |
| 费城号                          | CL-41 | 费城海军造船厂     | 1936年11月17日 | 1937年9月23日              | 1947年2月3日除役後轉讓給巴西海軍 1974年拆解                                 |
| 萨凡纳号                        | CL-42 | 紐約造船廠         | 1937年5月8日   | 1938年3月10日              | 1947年2月3日除役 1960年拆解                                                 |
| 纳什维尔号                      | CL-43 | 紐約造船廠         | 1937年10月2日  | 1938年6月6日               | 1946年6月24日除役後轉讓給智利海軍 1983年拆解                                |
| 凤凰城号 貝爾格拉諾將軍號巡洋艦 | CL-46 | 紐約造船廠         | 1938年3月19日  | 1938年10月3日 1951年4月9日 | 1946年7月3日除役後轉讓給阿根廷海軍 1982年5月2日被英國潛艇擊沉               |
| 博伊西号                        | CL-47 | 纽波特纽斯造船公司 | 1936年12月3日  | 1938年8月12日              | 1946年7月1日除役後轉讓給阿根廷海軍 1983年拆解                               |
| 檀香山号                        | CL-48 | 布鲁克林造船厂     | 1937年8月26日  | 1938年6月15日              | 1947年2月3日除役 1959年拆解                                                 |
| 圣路易斯号                      | CL-49 | 纽波特纽斯造船厂   | 1938年4月15日  | 1939年5月19日              | 1946年6月20日除役後轉讓給巴西海軍 1980年8月24日拖往臺灣拆解的途中於南非沉沒 |
| 海伦娜号                        | CL-50 | 布鲁克林造船厂     | 1938年8月27日  | 1939年9月18日              | 1943年7月6日被魚雷击中沉沒                                                  |

## 流行文化
- 由戰遊網營運的戰艦世界，於0.7.5版本中新增美國巡洋艦分線，輕巡洋艦科技樹，其中的VII級巡洋艦便是布鲁克林級輕巡洋艦9號艦海倫娜號 CL-50